# Celtic League 2004-2005
La Celtic League 2004-05 fu la 4ª edizione della competizione transnazionale di rugby a 15 per club delle federazioni gallese, irlandese e scozzese.
Si tenne dal 3 settembre 2004 al 16 aprile 2005 tra 11 squadre con la formula a girone unico.
Rispetto all'edizione precedente il torneo perse una squadra, il Celtic Warriors, che fu tagliata dalla federazione gallese per contenere i costi d'esercizio.
Per effetto di ciò, a turno ciascuna delle undici squadre rimanenti ebbe un turno di riposo nel girone d'andata e un altro in quello di ritorno.
Per la seconda volta consecutiva il trofeo fu appannaggio di una franchigia gallese, quella di Swansea dell'Ospreys, alla sua prima vittoria assoluta; la vittoria giunse con un turno d'anticipo rispetto al termine del torneo, in quanto l'ultima giornata era quella di riposo per l'Ospreys.
Il valore delle marcature, come stabilito dall’IRFB nel 1992, era: 5 punti per ciascuna meta (7 se trasformata), 3 punti per la realizzazione di ciascun calcio piazzato, idem per il drop.

## Squadre partecipanti
| Galles            | Irlanda  | Scozia    |
| ----------------- | -------- | --------- |
| Cardiff Rugby     | Connacht | Borders   |
| Llanelli Scarlets | Leinster | Edimburgo |
| Newport G.D.      | Munster  | Glasgow   |
| Ospreys           | Ulster   |           |

## Risultati
|       | 1ª/12ª giornata      |       |
| ----- | -------------------- | ----- |
| 34-17 | Ospreys - Munster    | 9-13  |
| 15-26 | Borders - Scarlets   | 22-39 |
| 31-15 | Connacht - Glasgow   | 0-35  |
| 16-17 | Edimburgo - Ulster   | 34-36 |
| 9-9   | Leinster - Cardiff   | 15-6  |
|       |                      |       |
|       | 4ª/15ª giornata      |       |
| 29-38 | Glasgow - Dragons    | 16-21 |
| 50-13 | Leinster - Borders   | 16-29 |
| 31-6  | Cardiff - Connacht   | 18-8  |
| 24-37 | Ulster - Ospreys     | 21-22 |
| 37-16 | Scarlets - Edimburgo | 0-23  |
|       |                      |       |
|       | 7ª/18ª giornata      |       |
| 11-3  | Ospreys - Leinster   | 16-12 |
| 6-14  | Borders - Dragons    | 15-42 |
| 24-35 | Connacht - Edimburgo | 16-13 |
| 49-18 | Munster - Cardiff    | 20-30 |
| 34-20 | Glasgow - Ulster     | 3-30  |
|       |                      |       |
|       | 10ª/21ª giornata     |       |
| 45-8  | Munster - Borders    | 38-23 |
| 16-17 | Dragons - Edimburgo  | 3-33  |
| 40-29 | Glasgow - Scarlets   | 57-30 |
| 30-14 | Ulster - Cardiff     | 8-22  |
| 9-10  | Ospreys - Connacht   | 22-13 |

|       | 2ª/13ª giornata     |       |
| ----- | ------------------- | ----- |
| 6-23  | Scarlets - Ospreys  | 7-28  |
| 7-10  | Borders - Glasgow   | 22-36 |
| 15-26 | Ulster - Leinster   | 8-9   |
| 18-8  | Cardiff - Dragons   | 21-25 |
| 27-27 | Munster - Connacht  | 3-0   |
|       |                     |       |
|       | 5ª/16ª giornata     |       |
| 34-13 | Dragons - Leinster  | 3-55  |
| 29-27 | Connacht - Borders  | 18-9  |
| 35-16 | Edimburgo - Cardiff | 17-12 |
| 40-17 | Ospreys - Glasgow   | 27-27 |
| 19-13 | Munster - Scarlets  | 17-32 |
|       |                     |       |
|       | 8ª/19ª giornata     |       |
| 33-29 | Dragons - Ospreys   | 0-30  |
| 19-10 | Borders - Edimburgo | 18-31 |
| 18-9  | Leinster - Connacht | 26-21 |
| 3-24  | Ulster - Munster    | 15-21 |
| 14-10 | Cardiff - Scarlets  | 13-25 |
|       |                     |       |
|       | 11ª/22ª giornata    |       |
| 0-11  | Edimburgo - Munster | 20-30 |
| 22-16 | Leinster - Glasgow  | 30-23 |
| 35-25 | Borders - Cardiff   | 12-33 |
| 19-14 | Connacht - Dragons  | 19-24 |
| 22-9  | Scarlets - Ulster   | 3-16  |

|       | 3ª/14ª giornata      |       |
| ----- | -------------------- | ----- |
| 15-0  | Dragons - Scarlets   | 26-35 |
| 13-19 | Connacht - Ulster    | 14-23 |
| 17-15 | Leinster - Munster   | 13-19 |
| 39-3  | Ospreys - Cardiff    | 15-9  |
| 12-10 | Glasgow - Edimburgo  | 12-18 |
|       |                      |       |
|       | 6ª/17ª giornata      |       |
| 21-28 | Ulster - Dragons     | 11-13 |
| 15-23 | Borders - Ospreys    | 10-34 |
| 21-29 | Scarlets - Connacht  | 18-11 |
| 26-28 | Glasgow - Munster    | 19-25 |
| 35-13 | Leinster - Edimburgo | 33-41 |
|       |                      |       |
|       | 9ª/20ª giornata      |       |
| 15-31 | Edimburgo - Ospreys  | 12-29 |
| 19-20 | Borders - Ulster     | 13-17 |
| 24-19 | Cardiff - Glasgow    | 14-19 |
| 25-16 | Munster - Dragons    | 24-8  |
| 24-22 | Scarlets - Leinster  | 25-31 |

## Classifica
| Pos | Squadra           | G  | V  | N | P  | PF  | PS  | DP   | BMP | Pt |
| --- | ----------------- | -- | -- | - | -- | --- | --- | ---- | --- | -- |
| 1   | Ospreys           | 20 | 16 | 1 | 3  | 508 | 267 | +241 | 10  | 76 |
| 2   | Munster           | 20 | 15 | 1 | 4  | 470 | 331 | +139 | 7   | 69 |
| 3   | Leinster          | 20 | 12 | 1 | 7  | 455 | 350 | +105 | 7   | 57 |
| 4   | Newport G.D.      | 20 | 11 | 0 | 9  | 381 | 436 | −55  | 6   | 50 |
| 5   | Llanelli Scarlets | 20 | 9  | 0 | 11 | 402 | 446 | −44  | 10  | 46 |
| 6   | Glasgow           | 20 | 8  | 1 | 11 | 465 | 466 | −1   | 11  | 45 |
| 7   | Edimburgo         | 20 | 9  | 0 | 11 | 409 | 407 | +2   | 8   | 44 |
| 8   | Ulster            | 20 | 9  | 0 | 11 | 363 | 387 | −24  | 7   | 43 |
| 9   | Cardiff Rugby     | 20 | 8  | 1 | 11 | 350 | 404 | −54  | 6   | 40 |
| 10  | Connacht          | 20 | 7  | 1 | 12 | 317 | 407 | −90  | 7   | 37 |
| 11  | Borders           | 20 | 3  | 0 | 17 | 337 | 556 | −219 | 6   | 18 |

## Verdetti
- Ospreys: Campione della Celtic League.
- Ospreys, Munster, Leinster, Newport G.D., Llanelli Scarlets, Glasgow, Edimburgo e Ulster: qualificate alla Heineken Cup.
- Cardiff Rugby: qualificata allo spareggio italo-celtico Heineken Cup.
- Connacht e Borders: qualificate alla Challenge Cup.